# El hombre del traje gris
El hombre del traje gris és el vuitè disc de Joaquín Sabina. Totes les cançons d'aquest disc i totes les posteriors van ser registrades a l'editora musical Ripio, S.A. fundada pel mateix Sabina, Pancho Varona i una germana d'aquest.
El disc va ser gravat i editat als Estudis Eurosonic de Madrid.

## Llista de cançons
1. "Eva tomando el sol"	- 5:48
2. "Besos en la frente" - 4:12
3. "¿Quién me ha robado el mes de abril?" - 5:02
4. "Una de romanos" - 4:50
5. "Juegos de azar" - 3:25
6. "Locos de atar" - 4:00
7. "Nacidos para perder" - 3:50
8. "Peligro de incendio" - 3:56
9. "¡Al ladrón, al ladrón!" - 3:38
10. "Cuando aprieta el frío" - 5:45
11. "Los perros del amanecer" - 4:19
12. "Rap del optimista" - 4:28